# Babinovská cesta
Babinovská cesta (rusky Бабиновская дорога) je označení pro bývalou pozemní přepravní cestu mezi evropskou částí Ruska a Sibiří. Byla otevřena v roce 1597 Artěmijem Safronovičem Babinovem a následujícího roku nahradila Čerdynskou cestu. Sama byla poté, co dvě stě let sloužila jako jediné spojení evropského Ruska s Asií, v roce 1763 nahrazena Sibiřským traktem.